# باكالا
باكالا Pekela  بلدية هولندية تقع في الشمال الشرقي للبلاد بمقاطعة خرونينجن.

## طوبوغرافيا
خريطة هولندية طوبوغرافية لبلدية باكالا، يونيو 2015، (تقرأ بعد ثلاث نقرات على الخريطة)